# 木島さやか
木島 さやか（1985年9月22日 - ）は、日本のタレント。関西を拠点に、タレント活動を行っている。株式会社アートキャップ所属。

## 人物

### 経歴
大阪府出身。大阪経済大学卒業。
フジサンケイグループ「イザ！」2006準イメージガール・2008年度、愛染娘・2008年度、須磨イメージガール。ウエディングモデルやファッションサイトのモデルなどモデル業を中心に活躍の場を広げている。
2009年には吉本新喜劇の『第5個目金の卵オーディション』に合格、2011年1月まで活動。

## 出演

### 雑誌
- ゼクシィ - 関西版
- Lei Wedding
- CLASSY
- ジャンバリ - 2008年10月号
- るるぶ兵庫 - 2009年度版
- KANSAI1週間 - カンイチGIRL

### テレビ
- 『KTV』スポットCM - 関西テレビ
- 『ジャンバリTV』CM - サンテレビ
- 『銀玉王』 - サンテレビ、毎週木曜日 24:00 -
- 『もっと温泉に行こう　玉造編』 - フジテレビ

### Ｖシネマ
- 『怪異伝承 鬼殻村』- WHDジャパン

### その他
- ダホンガール